# 幸手市商工会

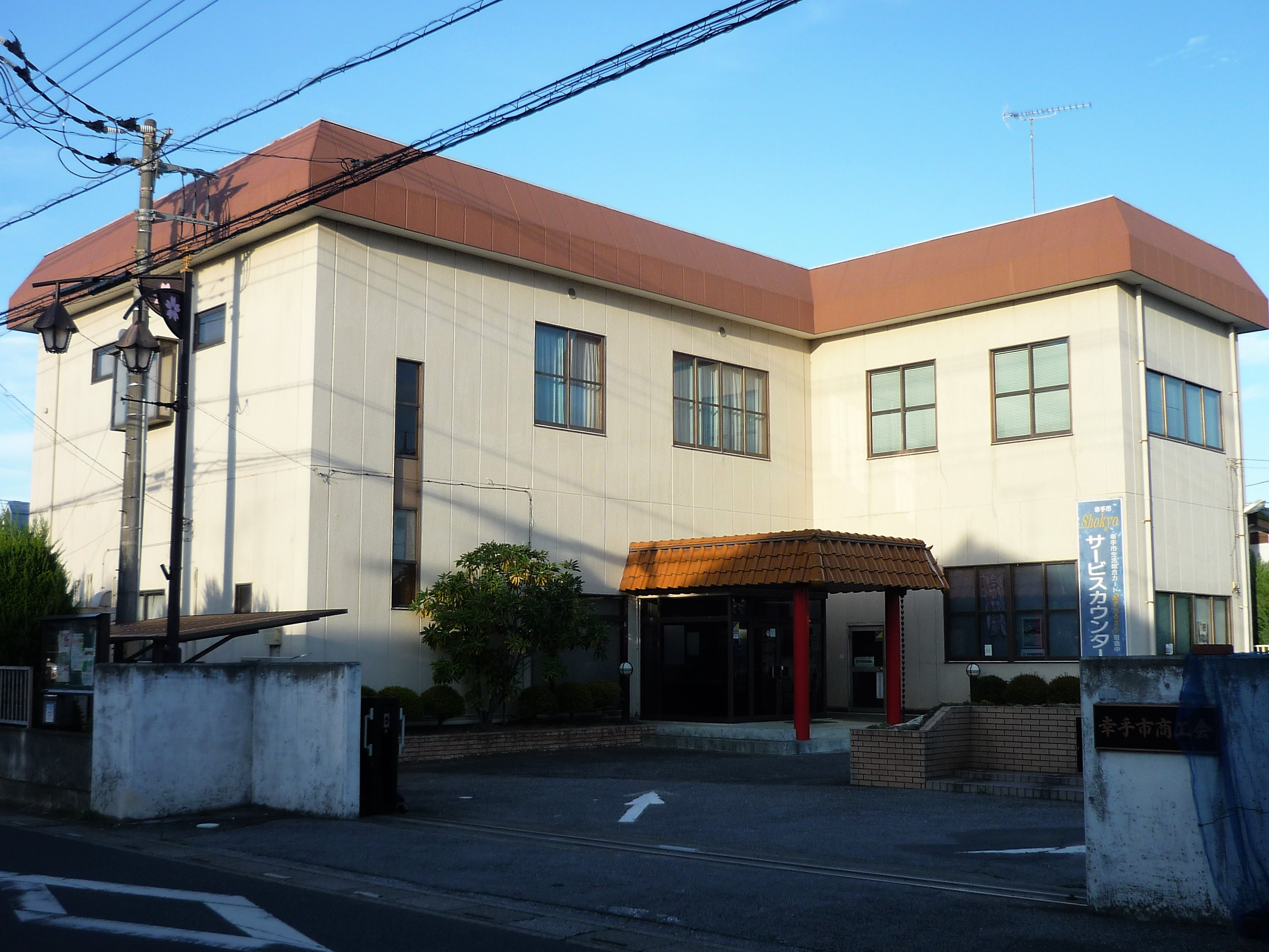
幸手市商工会

幸手市商工会（さってし しょうこうかい）は埼玉県幸手市の商工会である。

## 概要
幸手市商工会は1960年（昭和35年）9月10日に設立された公益法人幸手商工会を前身とし、1986年（昭和61年）に幸手市の市制施行に合わせて現名となった商工会である。また、2009年（平成21年）3月28日には漫画およびアニメ作品の『らき☆すた』を主題としたギャラリー兼交流施設である「きまぐれスタジオ 美水かがみギャラリー幸手」を開館させ、2011年（平成23年）1月10日に閉館するまで運営を行っていた。

## 沿革
- 1891年（明治24年） - 北葛飾郡幸手町に幸手商業会が設立される。
- 1896年（明治29年） - 明治天皇の行幸時に「ひな人形」・「漬物」・「塩がま」などが購入される。
- 1897年（明治30年） - 明治30年代より明治40年代にかけ「メリヤス」・「靴下」・「綿テープ」などの工場が操業を開始する。
- 1914年（大正3年） - 昭憲皇太后が幸手の製品のガーゼや白木綿などを購入する。
- 1950年（昭和25年） - 町内に120基の街灯が設置される。同年、店頭装飾コンクールが計画される。戦後初の感謝大売出しが催される。「安くて何でもそろう商工会加盟店」の宣伝を参加90店にて行う。
- 1952年（昭和27年）
  - 8月 - 商業発展座談会が行われる。
  - 11月 - ネオンの取り付けおよび全町売り出しなどが決定される。
  - 12月 - 115店舗が参加して歳末大売出しが行われ、1等賞には蛇の目ミシンが出された。
- 1953年（昭和28年）
  - 1月 - 幸手劇場において従業員表彰並びに店員慰安大会が実施される。
  - 4月
    - - 商工会の活動が町の10大ニュースとしてあげられる。
    - - 30基のネオンが点灯する。桜まつりに協賛する。
- 1954年（昭和29年） - 昭和の大合併に伴い商工会の合併の動きも生じてくる。
- 1955年（昭和30年）
  - 2月 - 青色申告会が設立される。
  - 6月 - 「幸手」・「上高野商工会」・「青申会」・「工場」・「懇話会」が合併し幸手商工会となる。
  - 9月 - 常任理事会が開催される。吉田地区および八代地区への街路灯の設置並びに従業員運動会の開催が決定される。
- 1957年（昭和32年）10月 - 理事会が開催され、「安全・衛生週間行事」・「秋季経営講座」・「税務講座」・「就職生徒の職場見学の実施」が決定される。
- 1958年（昭和33年）
  - 7月 - 街路灯245基が完成する。
  - 10月 - 商工会の定休日が毎月22日と定められる。
  - 11月 - 幸手町商業祭が実施される。
- 1960年（昭和35年）
  - 9月10日 - 公益法人幸手商工会が設立される。（幸手町総人口：約23,300人、商工業者数：980人、会員数：481人）
  - 10月1日 - 20店の店舗診断が実施される。以後毎年店舗診断が行われる。
  - 10月22日・23日 - 産業祭（ほり出し市）が行われる。以後行われるようになる。
  - 10月25日 - 会員・従業員の慰安大会が行われ、以後実施されるようになる。
- 1961年（昭和36年）
  - 3月1日 - 桜まつりコンクールが行われる。
  - 9月15日 - 従業員検診が行われ、以後毎年行われるようになる。町内別回覧制度が新設される。
- 1962年（昭和37年）
  - 9月10日 - 消費動向調査が実施される。
  - 10月20日 - 商店会設立の準備が行われる。
- 1963年（昭和38年）6月6日 - 新卒者激励ならびに優良従業員の表彰会が実施され、以後毎年行われる。
- 1969年（昭和44年）12月 - アーケード設置に関する調査委員会が設置される。
- 1972年（昭和47年）7月 - 幸手駅前東武ストアーの実態調査・パートタイマーの実態調査が行われる。
- 1973年（昭和48年）
  - 8月 - 歩行者天国が実施される。
  - 9月 - 成人病検診が実施され、以後毎年行われるようになる。
- 1974年（昭和49年）
  - 5月 - 大型店問題研究会が行われる。
  - 8月 - 青申婦人部が設立される。
  - 11月 - 駐車場が設けられ、週休制が導入される。
- 1976年（昭和51年）
  - 5月 - コンピューターが設置され、青年部が設立される。
  - 8月 - 商店会が結成され、地区別懇談会が開始される。
- 1977年（昭和52年）9月 - 商工会お知らせ版が発行され、以後毎月発行される。
- 1978年（昭和53年）
  - - 会館が落成される。
  - 5月26日 - 大・中型店の出店対策委が設置される。
  - 7月 - 会員意識調査が実施される。
- 1979年（昭和54年）
  - 6月 - 商工名鑑が発刊される。
  - 11月 - 近代化促進委員会が設置される。
- 1980年（昭和55年）11月5日 - スタンプ会が設けられる。
- 1981年（昭和56年）
  - 2月 - 環境整備組合連合会が結成される。
  - 3月 - 婦人部が結成される。
  - 6月 - 近代化事業として舗装工事が着工される。
- 1982年（昭和57年）
  - 3月 - 商店街の近代化事業が竣工する。
  - 5月 - 記念式典が行われる。
- 1983年（昭和58年）3月 - 工業団地対策協議会が発足する。
- 1984年（昭和59年）
  - 7月25日 - 商業ビジョンが策定される。
  - 11月 - 会員が1000名を超える。
- 1985年（昭和60年）
  - 4月 - 振興委員制度が設けられる。第1回商工桜まつりが実施される。
  - 8月 - スタンプ会が事業共同組合化する。
  - 10月 - 工業名鑑が作成される。
- 1986年（昭和61年）
  - 10月 - 幸手市制記念祝賀および産業祭が行われる。
  - 11月 - 現名の「幸手市商工会」に改名される。
- 1987年（昭和62年）
  - 4月 - 中央商店街のポケットパークが竣工する。
  - 11月14日・15日 - 第1回幸手市ふるさと祭りが行われ、以後毎年行われる。
- 1988年（昭和63年）
  - 5月26日 - 幸手市のシンボルマークが青年部により募集され、発表される。
  - 10月 - 大型店出店対策特別委員会が設置される。
  - 12月 - 中小企業庁長官賞を受賞する。
- 1989年（平成元年）1月5日 - 愛される商工会づくりが提唱される。
- 1990年（平成2年）
  - 5月 - 創造的自立型企業の育成ならびに後継者育成対策の推進が行われる。
  - 9月 - 大店法規制緩和に伴う対応策についての再度の協議が続行される。
  - 10月 - 婦人部の10周年記念が開催される。
  - 11月 - 商工会法制定30周年を迎え、幸手市商工会100周年記念式典が行われる。会員数は1121名を数える。
- 1991年（平成3年）
  - 4月 - JANコード登録の受付が開始される。
  - 7月 - 幸手市制5周年記念の花火大会が行われる。工業部会の情報交換提供事業が実施される。
  - 10月 - 幸手市制5周年市民大パレードおよび花自動車コンテストが実施される。
- 1992年（平成4年）
  - 3月 - 幸手市商工名鑑が発刊される。シンボルマーク入りのイージーバックが販売される。
  - 8月 - 埼玉県不況対策緊急融資が受付られる。
  - 11月 - 青申研修旅行が行われる。幸手ひばりヶ丘工業団地の分譲受付が行われる。
- 1993年（平成5年）
  - 9月 - ジョイフルアネックス（ジョイフル本田幸手店内）の店舗披露が行われる。
  - 12月 - 理容技師講習会ならびに衛生講習会が行われる。
- 1994年（平成6年）
  - 6月 - 幸田町との幸交流が行われる。
  - 9月 - PL法講習会が開催される。
  - 11月 - 第1回幸手市民まつりが行われる。
- 1995年（平成7年）
  - 7月 - 工業部会が枝幸町商工会との幸交流を行う。
  - 9月 - 青年部創立20周年記念式典が行われる。
  - 10月 - 婦人部15周年記念講演会が行われる。幸手市生活総合カードの「あすかるさん」が発行される。
- 1996年（平成8年）
  - 10月 - パワーアップSATTE商工まつりが行われる。
  - 11月 - 全国物産展に幸手の特産品が出品される。
- 1997年（平成9年）
  - 3月 - 東さくら通りに幸せの手形モニュメントが設置される。
  - 10月 - 工業部会が韓国視察研修会を行う。
- 1998年（平成10年）
  - 6月 - ラジオ山形放送にて特産品のPRを行う。
  - 10月 - パワーアップ98幸手商工まつりが行われる。商工会のホームページが開設される。
- 1999年（平成11年）
  - 3月 - 地域振興券の特定事業者申請の受付が行われる。
  - 4月 - 女性部の「フラダンス教室」が行われる。
  - 6月 - へそづくり応援団が発足する。
  - 10月 - 幸手商工まつり99が行われる。
- 2000年（平成12年）
  - 1月 - 幸せの手形モニュメントの追加設置が行われる。
  - 3月 - プレミアム商品券が発行される。工業団地ひばりヶ丘会が設立される。
  - 8月 - 青年部ならびに女性部の献血活動に対して日赤支部長より表彰される。
  - 11月 - 幸田町商工会との災害支援協定を締結する。
- 2001年（平成13年）
  - 5月 - 特産品のパンフレットを作成する。
  - 7月 - 商工会カードの加入推進を行う。
  - 8月 - 東地区の街路灯立替えが竣工する。
  - 12月 - 助町の街路灯立替えが竣工する。
- 2002年（平成14年）3月 - BtoB「彩の国夢工場」が開設される。会員数1204名を数える。
- 2009年（平成21年）3月28日 - きまぐれスタジオ 美水かがみギャラリー幸手が開館する。
- 2011年（平成23年）1月10日 - きまぐれスタジオ 美水かがみギャラリー幸手が閉館する。

## 所在地
- 〒340-0191
- 埼玉県幸手市東3-8-3[2]

## 周辺
- 幸手市役所
- 幸手市シルバー人材センター
- 埼玉みずほ農業協同組合 本店（幸手支店）
- 幸手郵便局
- 堀中病院
- 常光寺
- 担景寺
- 幸手市立幸手小学校
- 国道4号